# Concepción del Norte
Concepción del Norte is een gemeente (gemeentecode 1607) in het departement Santa Bárbara in Honduras.
Het dorp is per auto te bereiken via een zandweg vanuit de hoofdplaats Santa Bárbara. Deze reis duurt ongeveer een uur. Ten westen van het dorp stroomt de beek El Puente.

## Bevolking
De bevolking is als volgt verdeeld:
| Vrouwen | 4344 | 46,7% |
| Mannen  | 4959 | 53,3% |

## Dorpen
De gemeente bestaat uit dertien dorpen (aldea), waarvan het grootste qua inwoneraantal: El Volcán (code 160709).